# Roman Arkagyjevics Abramovics

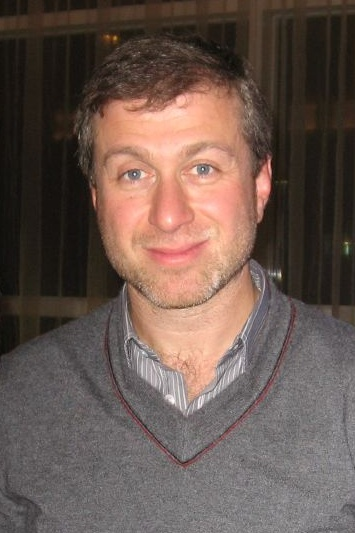
Roman Abramovics

Roman Arkagyjevics Abramovics (oroszul: Роман Аркадьевич Абрамович; Szaratov, 1966. október 24. –) zsidó származású orosz milliárdos, üzletember, 2003-tól a londoni Chelsea FC labdarúgóklub tulajdonosa. 2000–2008 között Csukcsföld kormányzója, majd 2008. október 24-étől a csukcsföldi parlament elnöke. 9,1 milliárd dollárra becsült vagyonával ő a 12. leggazdagabb orosz, és a világ 137. leggazdagabb embere.
Chis Hutchins, az orosz elnök illetve miniszterelnök, Vlagyimir Putyin életrajzírója azt írta Abramovics és Putyin kapcsolatáról, hogy úgy viselkednek, mint apa és kedvenc fia.

## Élete
Abramovics zsidó családba született. Szülei Sziktivkarban laktak. Korán árva lett, édesanyja, Irina Vasziljevna meghalt, amikor Roman egyéves volt. Édesapja, Arkagyij Nahimovics három évvel később építkezési balesetben halt meg. Ezután nagybátyja vette magához, majd nagyszüleihez került Moszkvába.

### Chelsea FC
Abramovics 2003 júniusában lett az angol Chelsea FC tulajdonosa. Amikor csak teheti kilátogat labdarúgócsapata mérkőzéseire.

### Magánélete
Abramovics kétszer nősült, első felesége Olga Jurjevna (1990-ben váltak el), második felesége Irina Vjacseszlavovna (1991-ben házasodtak össze és 2007-ben váltak el). Második házasságában öt gyermek született; fiai: Arkagyij és Ilja, lányai: Anna, Szofja és Arina.
2006. október 15-én a News of the World brit újság azt közölte, hogy Irina két kiváló válóperes ügyvédet fogadott fel, miután férje viszonyt folytatott a szupermodell Darja Zsukovával.